# Ламбрехт (Рейнланд-Пфальц)
Ламбрехт (нім. Lambrecht) — місто в Німеччині, розташоване в землі Рейнланд-Пфальц. Входить до складу району Бад-Дюркгайм. Центр  об'єднання громад Ламбрехт (Пфальц).
Площа — 8,32 км2. Населення становить 4040 ос. (станом на 31 грудня 2020).

## Галерея

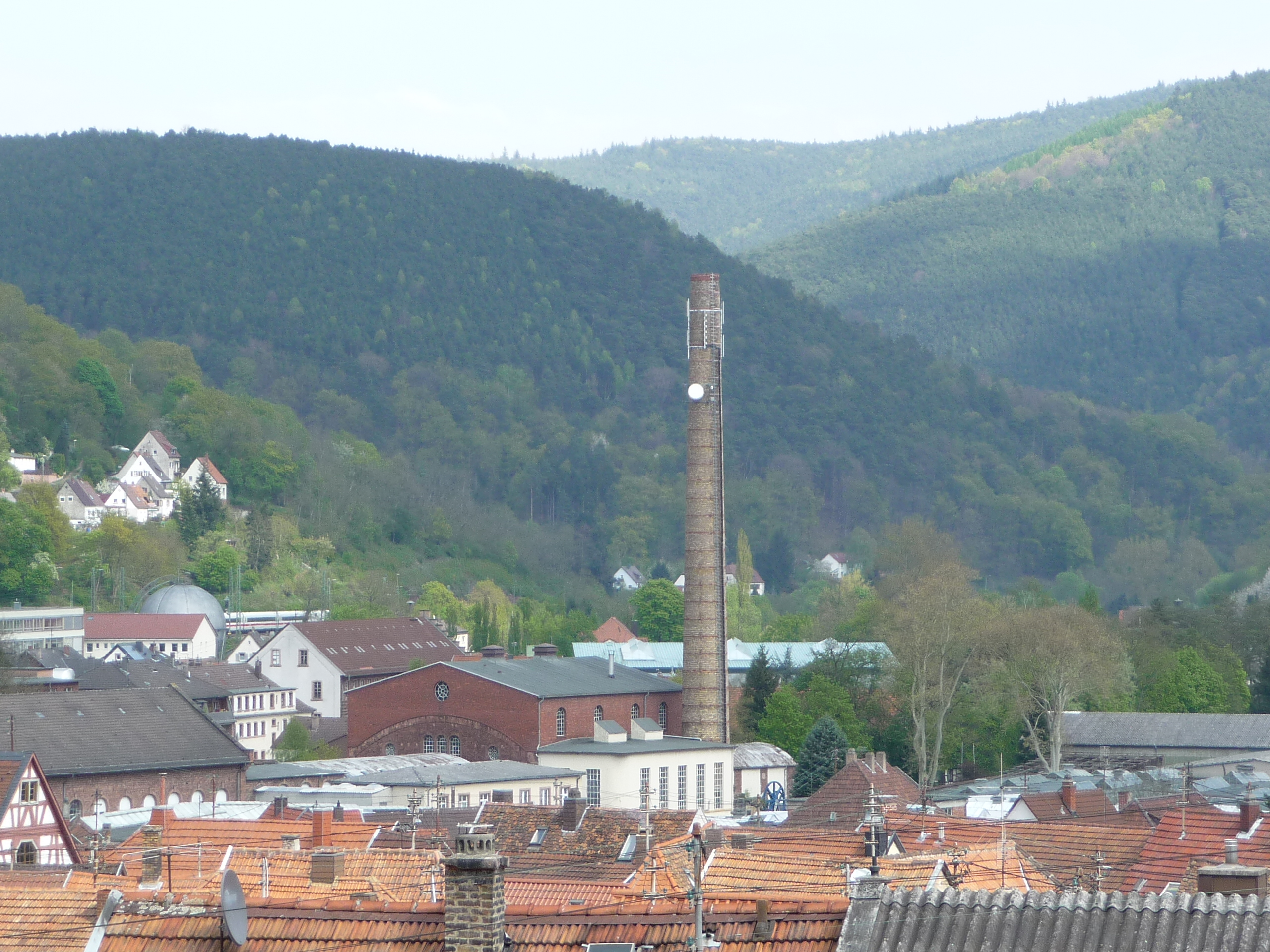
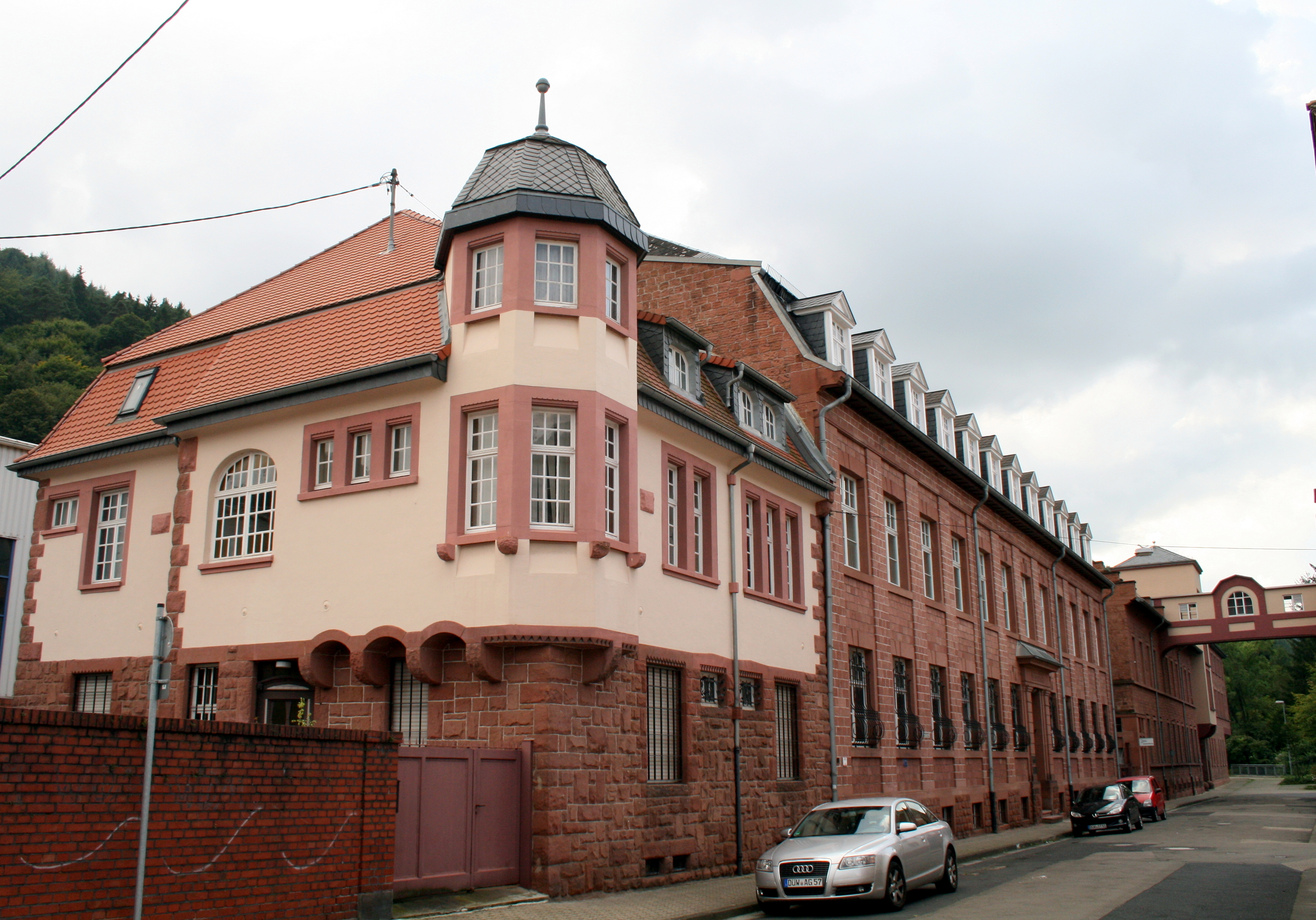
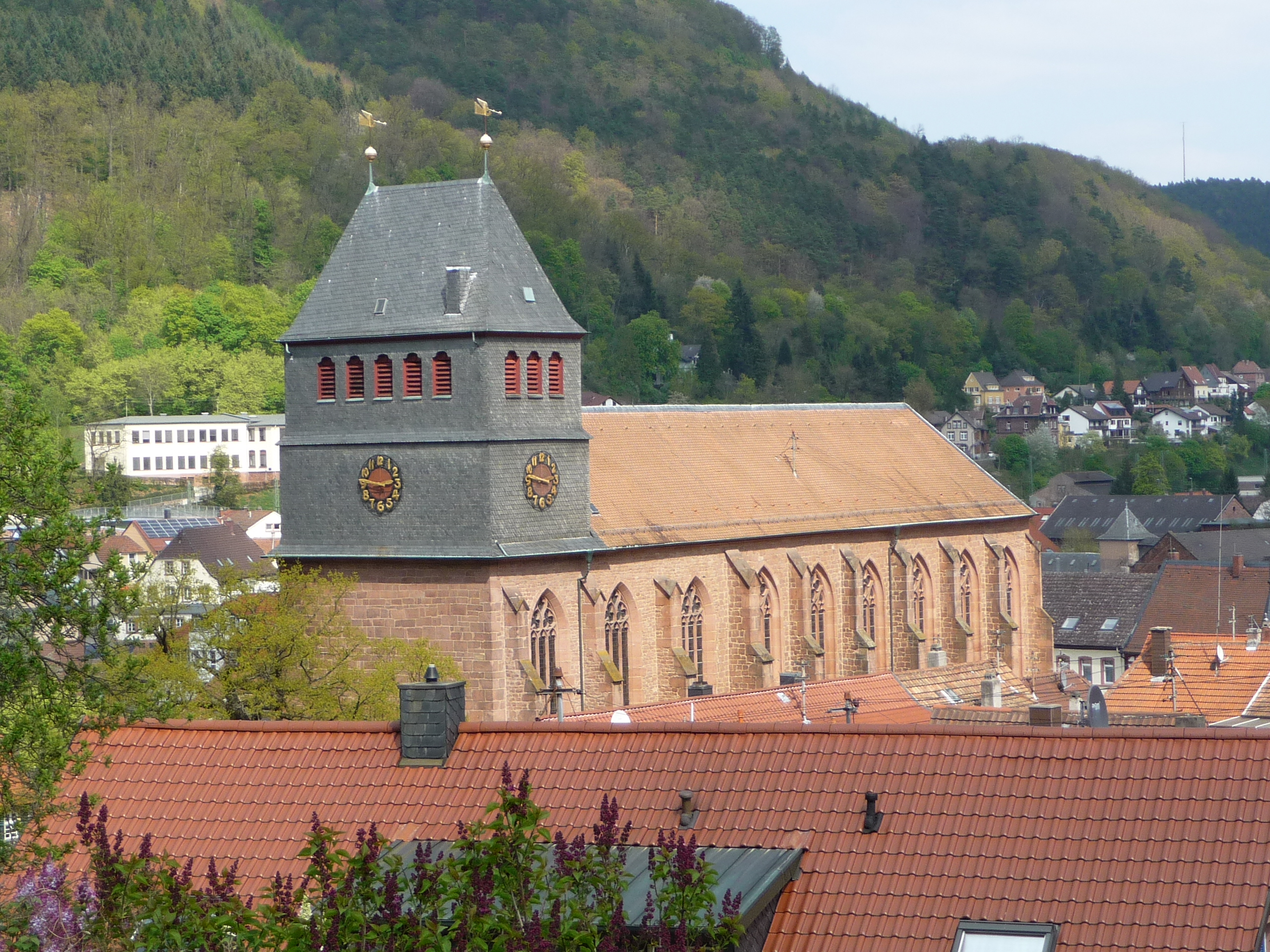
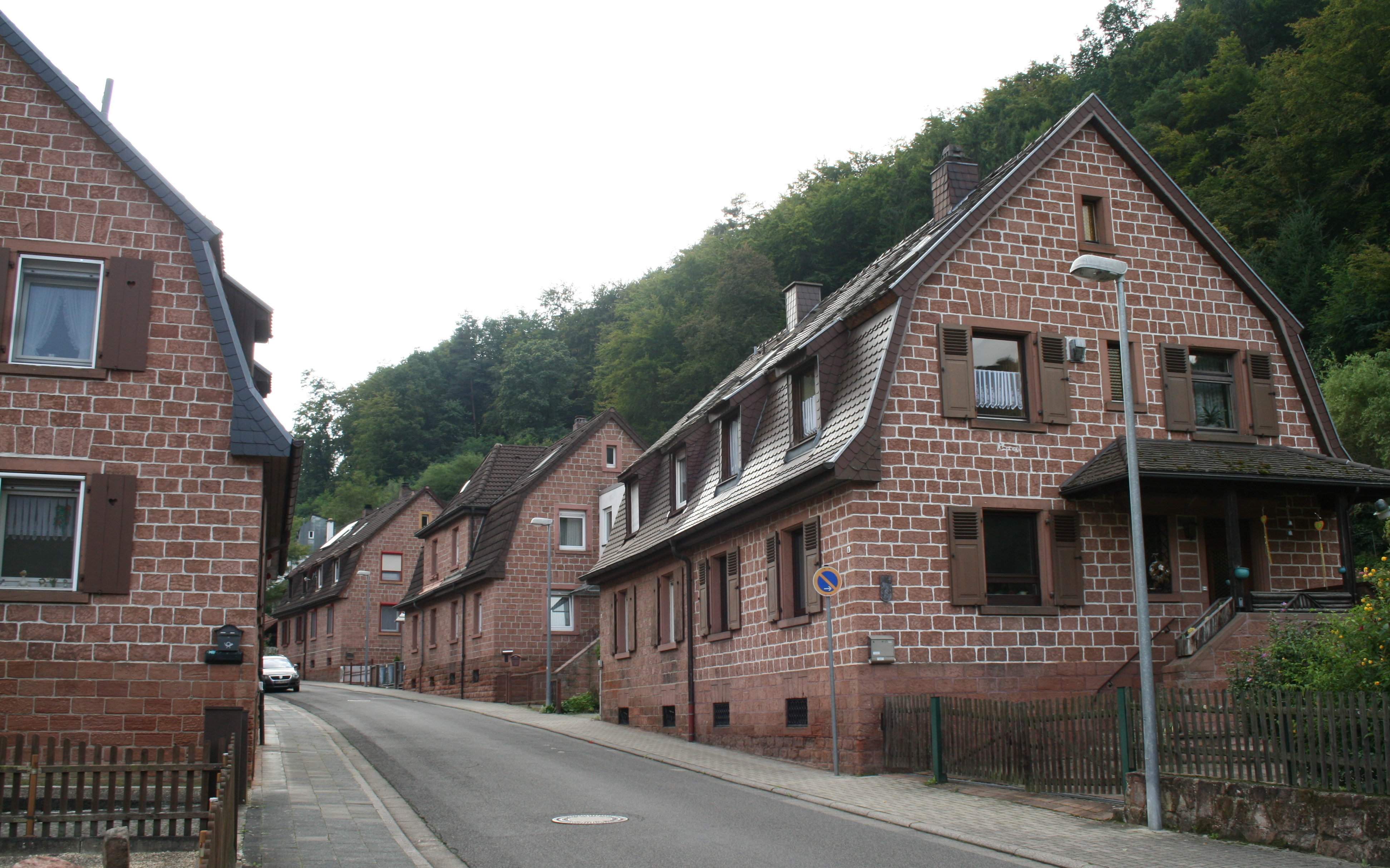